# MDMAT
MDMAT（6,7-亚甲二氧基-N-甲基-2-氨基四氢化萘）是一种含氮有机化合物，分子式C12H15NO2，是MDAT（6,7-亚甲二氧基-2-氨基四氢化萘）的N甲基化衍生物，能作为选择性血清素释放剂（SSRA）。